# Bosa
Bosa (sardisk: Bòsa, 'Osa) er en by og en kommune (comune) i provinsen Oristano i regionen Sardinien i Italien. Byen ligger i 2 meters højde og har 7.929 indbyggere (2016). Kommunen har et areal på 128,02 km² og grænser til kommunerne Magomadas, Modolo, Montresta, Suni, Padria, Pozzomaggiore og Villanova Monteleone.